# مايكل فوستر (أستاذ جامعي)
ميخائيل فوستر (بالإنجليزية: Michael Dylan Foster)‏ هو أستاذ جامعي أمريكي، ولد في 2 نوفمبر 1965.